# Plocoscelus punctipennis
Plocoscelus punctipennis är en tvåvingeart som beskrevs av Macquart 1843. Plocoscelus punctipennis ingår i släktet Plocoscelus och familjen skridflugor. Inga underarter finns listade i Catalogue of Life.